# Movimiento de Izquierda Democrática Allendista
El Movimiento de Izquierda Democrática Allendista (MIDA) o Alternativa Democrática de Izquierda fue una coalición política chilena de izquierda formada en diciembre de 1991. Sus principales partidos eran el Partido Comunista de Chile, Partido Comunista Chileno (Acción Proletaria), MAPU, Movimiento de Izquierda Revolucionaria e Izquierda Cristiana.

## Historia
La coalición fue fundada el 9 de diciembre de 1991. Dirigida por Pedro Vuskovic, exmilitante socialista y ministro de Economía durante el gobierno del presidente Salvador Allende, incluía entre sus figuras principales a otras personalidades de la izquierda local, como el sacerdote Rafael Maroto y el diputado Mario Palestro.
Participó en las elecciones municipales de 1992, logrando la elección de 35 concejales y la designación de un alcalde: Jorge Soria en la comuna de Iquique. En la elección presidencial de 1993 apoyó la candidatura del sacerdote Eugenio Pizarro y presentó postulantes al Congreso Nacional en las elecciones parlamentarias de ese mismo año. En esta última participó bajo la denominación de Alternativa Democrática de Izquierda, inscrita oficialmente ante el Servicio Electoral el 14 de julio de ese año. Después de las elecciones, el MIDA fue disuelto.

## Resultados electorales

### Elecciones parlamentarias
|  | 6,39 % |

|  | 4,34 % |

### Municipales
| Elección | Votos   | % de votos      | Concejales |
| -------- | ------- | --------------- | ---------- |
| 1992     | 419.778 | \| \| 6,55 % \| | 35/1748    |
|          | 6,55 %  |                 |            |

## Nota
1. ↑  Presentado en el Partido Comunista (PC).